# Too Close
«Too Close» es una canción del cantante británico Alex Clare, siendo el segundo sencillo del álbum de estudio debut de Clare, The Lateness of the Hour (2011). La canción fue escrita por Clare, Jim Duguid y producida por Major Lazer (Diplo y Switch), con la coproducción de Ariel Rechtshaid y Mike Spencer.
La canción se hizo popular después de que se utilizara en una campaña publicitaria para Internet Explorer 9 de Microsoft. Fue un éxito número uno en países como Alemania y Luxemburgo. Se convirtió en un éxito entre los diez primeros en varios países, incluido el Reino Unido, donde alcanzó el puesto número 4, y los EE. UU., donde alcanzó el puesto número 7. La canción también ha sido certificada doble platino por la RIAA. La canción también fue nominada al Premio Brit al Mejor Sencillo Británico en los Premios Brit de 2013.

## Vídeo musical
El 15 de marzo de 2011 se publicó en YouTube un vídeo musical que acompañaba el lanzamiento de Too Close, con una duración total de cuatro minutos y dieciocho segundos. El vídeo muestra a Clare cantando en una silla, entremezclado con escenas de una representación muy dramatizada de un combate de kendo entre dos atletas muy acolchados con uniformes negros. La pelea tiene lugar en un entorno urbano que se asemeja a una fábrica abandonada. Clare dijo que originalmente quería que aparecieran samuráis cortándose entre sí en el vídeo musical, pero el presupuesto no lo permitió, por lo que tuvo que conformarse con luchadores de kendo.
El vídeo se estrenó con muy pocos espectadores, pero dos meses después de la campaña publicitaria de Internet Explorer 9, ganó mucha popularidad y para el 24 de febrero de 2013, tenía más de 40 millones de visitas. En noviembre de 2023, tenía más de 88 millones de visitas.
El 28 de agosto de 2012 se lanzó un vídeo musical alternativo en YouTube. También hay una versión oficial del vídeo musical con imágenes de Taken 2.